# تعليم الإناث

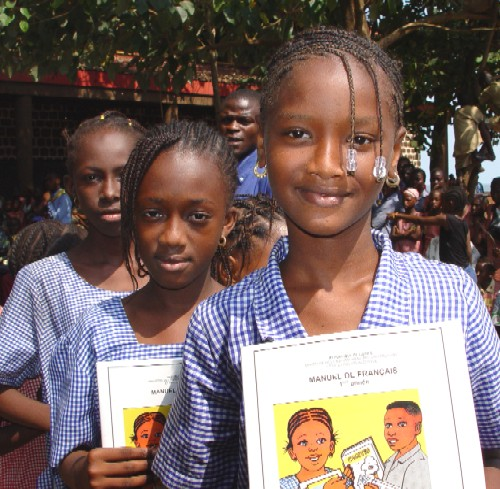
فتيات مدارس في غينيا

تعليم الإناث هو مصطلح يشمل مجموعة معقدة من القضايا والمناقشات المحيطة بتعليم الفتيات والنساء (الابتدائي، والثانوي، والعالي، وعلى وجه الخصوص التربية الصحية). ويتضمن هذا المصطلح مجالات المساواة بين الجنسين وتلقي التعليم، وارتباط ذلك بتخفيف وطأة الفقر. كما يتضمن أيضاً قضايا تعليم جنس واحد، والتعليم الديني، وتقسيم التعليم بين الجنسين على عدة أسس، وكذلك التعاليم الدينية التي كانت سائدة، ولا تزال ذات أهمية كبيرة في المناقشات المعاصرة التي يدور موضوعها حول تعليم الإناث بوصفه موضوع ذات اعتبار عالمي.
وفي حين تعزيز الحركة النسوية لأهمية القضاية المتعلقة بتعليم الإناث بشكل مؤكد، أصبحت المناقشة واسعة النطاق وليست محدودة على الإطلاق. ويمكن أن تشمل على سبيل المثال، نشر الوعي حول مرض الإيدز. ولم يغدو تعميم التعليم، والذي يعني دعم الدولة للتعليم بمرحلتيه الابتدائية والثانوية دون اعتبار لجنس الفرد قاعدةً عالمية، حتى لو فرض ذلك في معظم بلدان العالم. وتوفقت النساء على الرجال في بعض دول الغرب في كثير من مراحل التعليم. فمثلًا في الولايات المتحدة، حصلت النساء على 62% من درجات الزمالة، و 58% من درجات البكالوريوس، و60% من درجات الماجيستير، و50% من شهادات الدكتوراة.
ولقد تحسن تعليم النساء ذوات الإعاقة. وفي عام 2011، أصبحت جوزي سبانيولو أول امرأة تعاني من متلازمة داون تتخرج من كلية أوروبية (تخرجت جوزي من جامعة باليرمو في إيطاليا).
وقد بت أن تحسين مراحل تعليم الفتيات له تأثيرات واضحة على صحة المرأة الشابة وعلى مستقبلها الاقتصادي، والذي يحسن بدوره آفاق المجتمع بأسره. وفي أفقر دول العالم، لا يلتحق 50% من الفتيات بالتعليم الثانوي. ومع ذلك، تظهر الأبحاث أن كل سنة إضافية تقضيها الفتاة في التعليم تزيد دخلها طول الحياة بنسبة 15%. فتحسين تعليم الإناث، ومن ثم إمكانيتها على كسب قوتها، يحسن مستوى معيشة الأطفال، حيث تنفق المرأة نصيبًا أكبر مما ينفقه الرجل على الأسرة من الدخل. ومع ذلك، لا تزال هناك العديد من العوائق التي تحول دون تعليم الفتيات. وفي بعض البلدان الإفريقية مثل بوركينا فاسو، تقل احتمالية التحاق الفتيات بالمدارس لأسباب رئيسية مل عدم وجود مراحيض خاصة بالفتيات في المنشآت التعليمية.
وقد ساعدت معدلات الالتحاق العالية بالمدارس الثانوية وبالجامعات بين النساء (ومعظمهم من المتخصصين في الدراسات الجنسانية والدراسات النسائية، ولهذا قدموا مفهومًا كاملًا لتعزيز التعليم العالي للإناث)، ولا سيما في البلدان النامية، في تمكين هؤلاء النساء من شق طريقهن إلى مختلف الوظائف المهنية برواتب وأجور مجزية. ويزيد التعليم من مستوى الوعي الصحي للمرأة (ولشريكها ولعائلتها). وتؤدي مواصلة المرأة مراحلة التعليم إلى تأخر النشاط الجنسي والجماع الأول، وتأخر سن الزواج، وتأخر الولادة الأولى، فضلًا عن زيادة احتمال بقائها وحيدة، بلا أطفال، أو زواج رسمي، ولكن يساعدها ذلك في تكوين علاقات طويلة الأمد. وقد تزيد من معدل استخدام وسائل منع الحمل الكيميائية (ومستوى أدنى من الأمراض المنقولة جنسيًا بين النساء وأزواجهم وأطفالهم)، ويمكن أن تزيد الخيارات المتاحة للمرأة المطلقة أو المرأة التي تتعرض لحالة من العنف الأسري. وقد تبين بالإضافة إلى ذلك، أن إتمام المرأة مراحل تعليمها، يؤدي إلى زيادة التواصل بينها وبين شركائها وأصحاب العمل، وإلى تحسين معدلات المشاركة المدنية مثل التصويت أو تقلد المناصب.

## قضايا

### التعليم والعنف ضد المرأة
تم استنتاج علاقة عكسية بين مستوى التعليم الذي تبلغه المرأة والعنف الذي يُمارس ضد هذه المرأة وذلك في باكستان بعد عام 2013 إذ استخدم الباحثون طريقة «كرة الثلج الملائمة» وهي طريقة بحثية لدراسة العينات وكانت هذه الطريقة هي الأكثر ملائمةً نظراً لحساسية القضايا الأخلاقية والخصوصية. لعب أحد المخبرين دوراً كبيراً في جمع المعلومات التي تم التحقق منها لاحقاً. شملت عينة ضحايا العنف نساء متزوجات تتراوح أعمارهن بين 18 و60 عاماً وقت وصفت الدراسة أشكال مختلفة من العنف الجسدي الموجود مسبقاً وأعطت فكرة عن ما تعاني منه النساء في كلا المجتمعين الريفي والحضري. تم التأكيد في هذه الدراسة على أن التعليم هو الحل وهو ضرورة للقضاء على العنف كما أنه هناك حاجة لمناقشة الحواجز السياسية والاجتماعية.
العلاقة أكثر تعقيداً بكثير مما تبدو إذ يمكن ان تكون المرأة أميّة ومتمكنة في نفس الوقت (مارس فيوتشل 2014). شاركت المهاجرات اللاتينيات (ILW) في دراسة نوعية شملت 8 إلى 10 عشر مجموعات مشاركة في نفس الوقت وأكملن برنامجاً مدته 11 أسبوع يركز على تقدير الذات والوعي حول العنف المنزلي ونوعية العلاقات الصحية إذ أن المهاجرات اللاتينيات هن من المجموعات الأكثر تأثراً بالعنف المنزلي. بالرغم من أن هذا البرنامج قد تم خارج إطار الفصل الدراسي التقليدي إلا أنه تم التأكيد على الحوار والتفكير النقدي والصحة العاطفية وهي مجالات ينبغي أن يتم تلقينها في الفصول الدراسية. وأخيراً، بالرغم من أن العديد من النساء اللواتي شاركن في البرنامج قد كنّ أميات إلا أنهن كن قادرات على السيطرة على حياتهن بشكل أكبر بعد البرنامج وهي مهارة حياتية ضرورية.

### التعليم وتمكين المرأة
كانت مدرسة الإمبراطور ألكسندر الروسية الإسلامية في باكو (أذربيجان الحالية) أول مدرسة علمانية للفتيات المسلمات في العالم، تأسست في باكو أذربيجان من قبل زين العابدين تارجييف الإنساني ورئيس الصناعة الوطنية. بالرغم مما قد يبدو بأن هذا المشروع يستحق الكثير من الثناء إلا أن زين العابدين تارجييف قد عانى صعوبة كبيرة للحصول على الموافقة على افتتاح المدرسة إذ واجه معارضة كبيرة من السلطات الإمبراطورية الروسية ومن رجال الدين الإسلامي المحافظين.
تختلف أنظمة التعليم من حيث الإدارة والمناهج والموظفين ولكنها تشترك بأنها جميعها تؤثر على الطلاب المنتفعين منها. مع اكتساب المرأة حقوقها غدى التعليم رمزاً للتقدم وخطوة نحو المساواة بين الجنسين. ينبغي اتباع نهج شمولي بهدف تحقيق المساواة الحقيقية بين الجنسين. يمكن لمناقشة قوة الفتيات وتعليم النساء كحلول للقضاء على العنف ضد المرأة واعتمادها الاقتصادي على الرجل أن يكون القضية الرئيسية في بعض الأحيان ويؤدي إلى تجاهل الكيفية التي يؤثر بها التاريخ والسياق والعوامل الأخرى على المرأة (خوجا مولجي 2015). على سبيل المثال، عندما أشارت وزيرة الخارجية السابقة هيلاري كلينتون إلى مآسي ملالا يوسفازي في الباكستان واختطاف الفتيات في نيجيريا وشيبوك على نحو مماثل تجاهلت السياق والتاريخ بالكامل وتم التركيز على تعليم الفتيات مما أدى إلى حصر قضية إطلاق النار على ملالا يوسفازي بتعليمها كفتاة ولم يتم التطرق إلى تدخل الولايات المتحدة الأمريكية والفساد وعدم الاستقرار والفقر.
تلعب أنظمة التعليم والمدارس دوراً كبيراً في تحديد مصلحة الفتيات في مواضيع مختلفة بما في ذلك مواضيع العلوم والتكنولوجيا والهندسة والرياضيات والذي يمكن أن يساهم في تمكين المرأة من خلال توفير فرص متكافئة في الحصول على تعليم جيد في هذه المجالات والاستفادة منه.

### تمكين المرأة والتنمية الدولية
تختلف العوامل الجزئية أو الكلية التي تثير اهتمام مؤسسات التنمية الدولية (IDA). على سبيل المثال، الوصول إلى حصة من الممثلين في المناصب السياسية هو مستوى كلي ولكن تجاهل كيفية تأثير ضغوطات الحياة المنزلية على النساء وكيف أنها لا تفسح لهن مجال حرية التعبير الكاملة هو مستوى جزئي (سترومكويست 2015). تميل الوكالات الدولية للتنمية إلى التركيز على الأرقام وعلى المعلومات التي تقدمها الحكومات الوطنية وهذا يتجاهل احتمال أن الحكومات الوطنية ليست الأكثر مصداقية أو الأكثر جدارةً بالثقة. تسمى البرامج التي تقيمها منتديات التربويين الأمريكيين من أصل إفريقي بنوادي “Tuseme” في إفريقيا وهي برامج خارج إطار التعليم المدرسي الرسمي وقد أثبتت هذه البرامج نجاحها وفعاليتها ولكنها لم تتلق الدعم الكافي من الحكومة ليتم إعادة إقامتها. كلمة Tuseme هي مفردة من اللغة السواحلية وتعني دعونا نتحدث بصوتٍ عالٍ والبرامج مصممة بالفعل لكل مدرسة مشاركة مع التركيز على مهارات التواصل والمهارات الحياتية ومع إبقاء المجتمع بعين الاعتبار. تم إعداد البرنامج خارج إطار المناهج الدراسية ليركز على قضايا من خلال أدوات كالصحف المدرسية والرقص والمسرح. يتم في هذا المثال التعامل مع التعليم والتمكين بعيداً عن إطار الفصل الدراسي.

## التاريخ الصيني
وجنبًا إلى جنب عرف ربط القدمين، الذي ساد بين نساء الصين خلال نهاية القرن التاسع عشر، كان من المسلم به أن فضيلة المرأة تكمن في افتقارها إلى المعرفة. ونتيجة لذلك، لم يكن تعليم الإناث أمرًا جديرًا بالاهتمام. ومع وصول العديد من المبشرين المسيحين من بريطانيا والولايات المتحدة إلى الصين في القرن التاسع عشر واهتمامهم بإنشاء مدارس للنساء، بدأ تعليم الإناث يحظى ببعض من الاهتمام.
وبسبب العرف الاجتماعي بأن الرجال والنساء لا ينبغي أن يقتربوا من بعضهم، كانت النساء في الصين عازفات عن العلاج على يد أطباء الطب الغربي الذكور.ولذا، أرسل مجلس الكنيسة المشيخية للبعثات الأجنبية الطبية المبشرة د. ماري فولتون (1854-1927)  لتأسيس أول كلية طبية للنساء في الصين. وكانت هذه الكلية تعرف باسم كلية هاكيت الطبية للمرأة،  وكانت تقع في قوانعتشو، الصين، وتبرع لها السيد إدوارد هاكيت (1851-1916) من الولايات المتحدة، بمبلغ مالي كبير. وتم تخصيص الكلية في عام 1902، وأصبح منهجها يدرس في أربع سنوات. وقبل عام 1915، كان بها أكثر من 60 طالبة، أقمن في السكن الجامعي.
وأصبح معظم الطالبات مسيحيات، بسبب تأثير الدكتور فولتون. وتم الاعتراف رسميًا بالكلية، وبشهادتها التي تحمل الختم الرسمي لحكومة مقاطعة قوانغدونغ. وكان هدف الكلية هو نشر المسيحية والطب الحديث ورفع مكانة المرأة الصينية في المجتمع. وكانت مستشفى ديفيد جريج للمرأة والطفل  تابعة لهذه الكلية أيضًا. وكانت من ضمن خريجات هذه الكلية، شاو لي سون (1890-1979 خريجة مدرسة بليليوس العامة)، وونغ يوين هينج، وتخرجت كل منهن في أواخر عام 1910، ومارسن الطب في مستشفيات مقاطعة قوانغدونغ.

## التاريخ الإسلامي

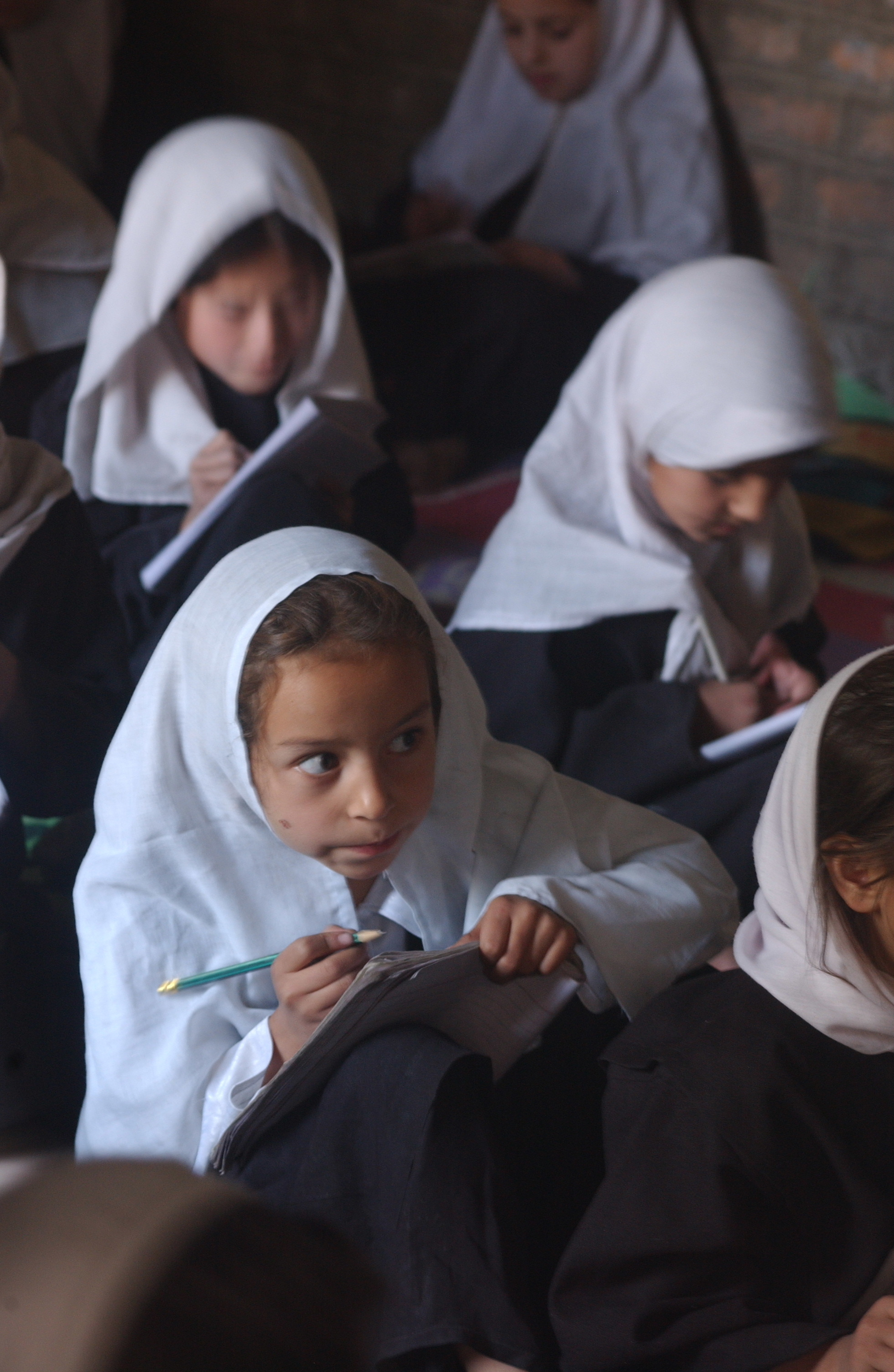
صف لتعليم البنات في أفغانستان عام 2002

كان للمرأة في الإسلام دوراً هاماً في إنشاء العديد من المؤسسات التعليمية الإسلامية، مثل فاطمة الفهري التي قامت بتأسيس جامعة القرويين عام 859م. واستمر ذلك حتى الأسرة الأيوبية في القرن الثاني عشر ميلادي، حينما تأسس 160 مسجداً ومدرسة في دمشق، وأسست النساء 26 منهم من خلال نظام الوقف (ثقة خيرية أو قانونية). وكان نصف المسؤولين عن هذه المؤسسات أيضًا من النساء.
ووفقًا لعالم أهل السنة ابن عساكر في القرن الثاني عشر، فقد تواجدت فرص لتعليم الإناث في العالم الإسلامي خلال العصور الوسطى. حيث كتب ابن عساكر أن المرأة يجب أن تُدّرس، وتحصل على إجازة (درجة علمية)، وتتأهل كباحثة ومعلمة. كذلك على وجه التحديد ما تفعله العائلات المتعلمة التي أرادت ضمان أعلى مستويات التعليم الممكنة لكل من أبنائهم وبناتهم. وقد درس ابن عساكر نفسه على يد 80 معلمة مختلفة في عصره. ووفقاً لحديث منسوب إلى النبي محمد، فقد أثنى على نساء المدينة المنورة بسبب رغبتعم في اكتساب المعرفة الدينية:
«نِعمَ النساءُ نساءُ الأنصار لم يمنعهن الحياء أن يتفقهن في الدين".»
في حين لم يكن من الشائع التحاق المرأة بفصول التعليم الرسمية، ولكن شاع حضور الإناث لدروس غير رسمية وحلقات دراسة دينية في المساجد، والمدراس، والأماكن العامة. وفي حين لم تكن هناك قيود قانونية على تعليم الإناث، لم يوافق بعض الرجال من أمثال محمد بن الحاج على الأمر. وكانوا يشعرون بالفزع إزاء سلوك بعض السيدات اللاتي قمن بتدقيق المحاضرات بشكل غير رسمي في ذلك الوقت.
في حين لم تزيد نسبة العالمات عن واحد في المئة قبل القرن الثاني عشر، كانت هناك زيادة كبيرة في عددهن بعد ذلك. وفي القرن الخامس عشر، خصص السخاوي مؤلفاً كاملاً من قاموس سيرته الذاتية بعنوان «الضوء اللامع» يتكون من 12 مؤلفاً، لأعلام عالمات النساء وأورد ذكر معلومات عن 1075 عالمة وباحثة. مؤخراً، كتب باحث الدراسات الإسلامية بمركز أكسفورد للدراسات الإسلامية محمد أكرم الندوي 40 مجلداً عن المُحدِثات (عالمات الحديث النبوي من النساء)، ووجد زهاء 8000 منهن.

## التاريخ الأوروبي

### روما القديمة

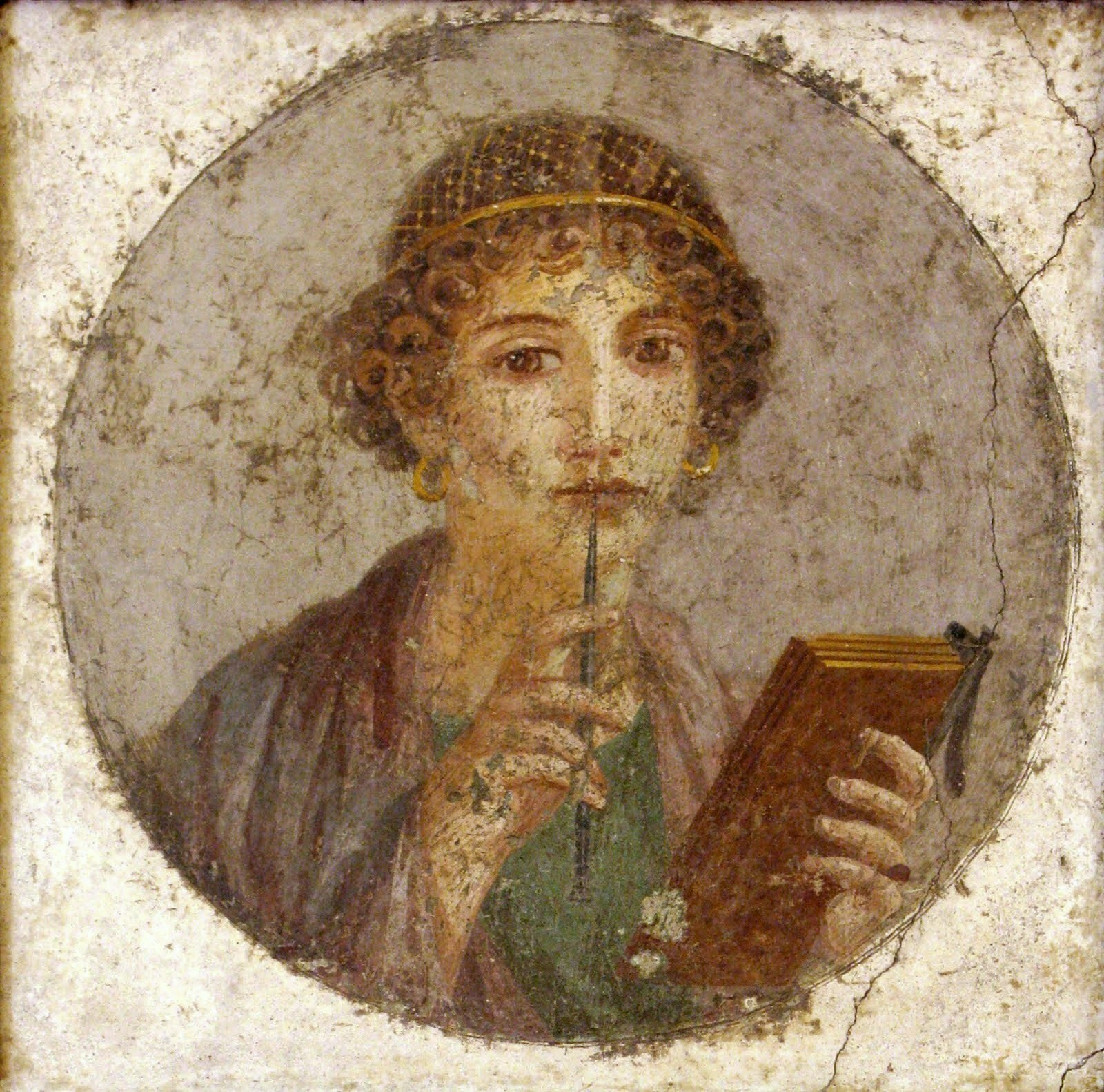
لوحة رومانية تعود لمنتصف القرن الأول الميلادي من موقع بومبي الأثري تؤكد إلمام الإناث بالقراءة والكتابة

في روما القديمة، تلقت نساء الطبقة العليا تعليمًا جيدًا، وأشاد المؤرخون ببعض النساء في ذلك الوقت في مجال التعليم والتثقيف. فعلى سبيل المثال، تميزت كورتليا ميتيلا بمعرفتها بالهندسة والأدب والموسيقى والفلسفة. وفي اللوحات الجدارية في بومبي، كانت صور النساء بأدوات الكتابة أكثر من صور الرجال. وكانت لدى بعض النساء معرفة كافية بالقانون والتدريب الخطابي لرفع الدعاوى القضائية لأنفسهم أو نيابة عن الآخرين. ومن بين الوظائف التي كانت تطلب التعليم، تمكنت المرأة في ذلك الوقت من شغل وظيفة الكاتبة والسكرتيرة والخطاطة والفنانة.
وذهب البعض وربما العديد من فتيات روما إلى المدارس الابتدائية العامة. وتعلم الفتيان والفتيات معًا أو باستخدام أساليب ومناهج مماثلة. ويفتر أحد الممرات في تايخ ليفي أن ذهاب ابن الروماني إلى المدرسة، يجعل مكانته الاجتماعية تعادل ما «الطبقة المتوسطة» في التصورات الحديثة. وشاركت الفتيات وكذلك الفتيان في الاحتفالات الدينية العامة، وغنين المؤلفات الكورالية التي كانت تتطلب تدريبًا موسيقيًا رسميًا.

### فترة العصور الوسطى

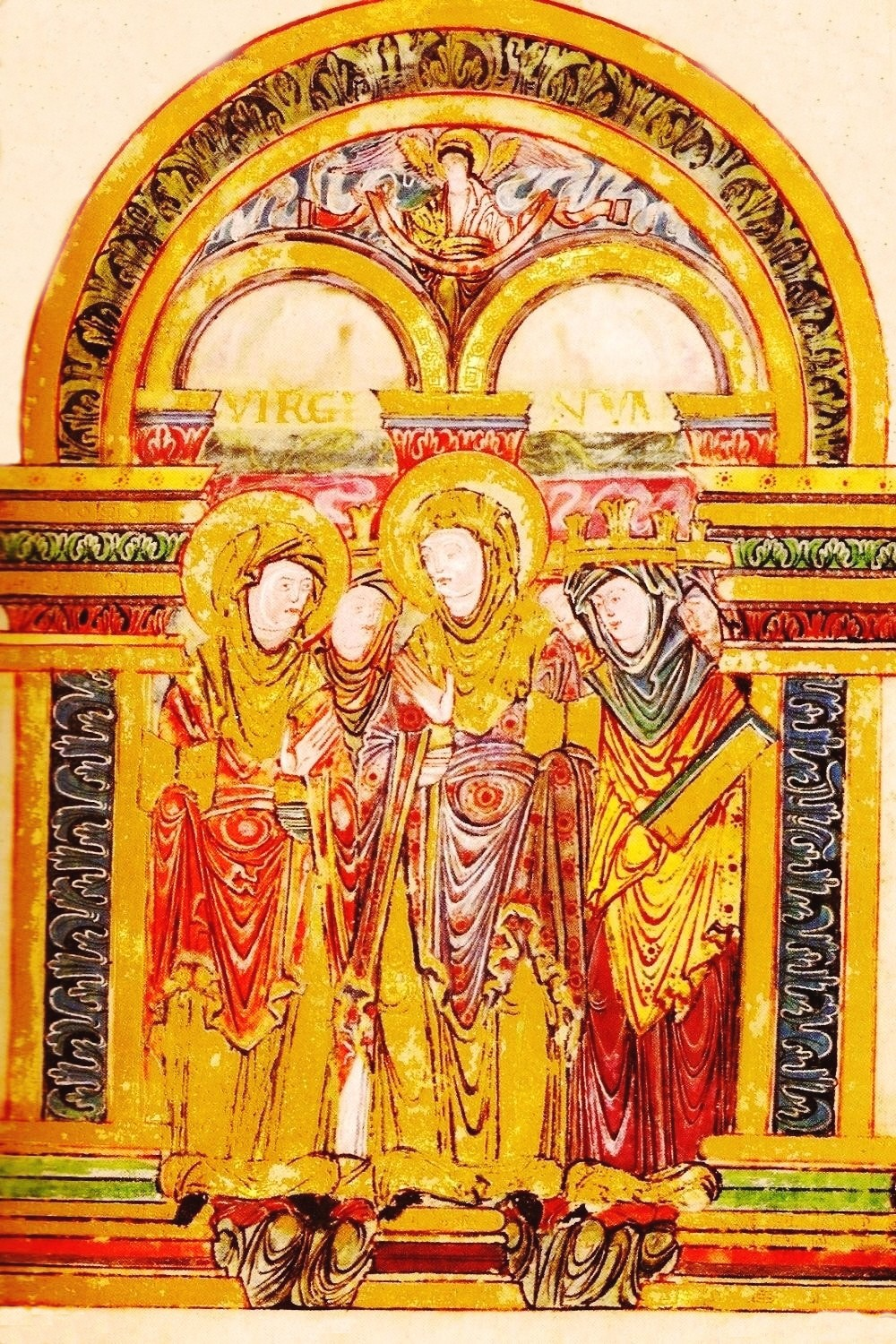
صفحة من مخطوطة مزخرفة تعود لأواخر القرن العاشر الميلادي. تظهر الراهبات الثلاثة في الأمام وهن يحملون الكتب في أيديهن، والتي تتوسطهم تظهر بأنها تقوم بالتعليم وهي تلوح بيدها.

وعادة ما ارتبط تعليم الإناث في القرون الوسطى بالأديرة. وقد كضفت الأبحاث أن العديد من المربيات كن مسؤولات عن مدارس البنات:
- القديسة إيتا من إيرلندا- المتوفية 570م. أسست مدرسة مشتركة للبنات وكانت معلمة في ديرها، ودرست قديسات عديدات تحت يدها، بما فيهن القديسة المستكشفة بريندان.[34]
- قيصرية الصغرى- المتوفية 550م. خليفة القديس قيصريوس الذي أسس لها ديرًا للراهبات. استمرت قيصارية الصغرى في التدريس لأكثر من مائة امرأة في الدير وساعدت في نسخ الكتب والحفاظ عليها.[35]
- القديسة هيلدا من ويتبي- المتوفية 680م. أسست دير ويتبي المشترك (عاش في الرجال والنساء في بيوت منفصلة). وأسست مركزًا للتعليم في ديرها على غرار ما أسسته راهبات الفرنجة. ووفقًا للمبجل بيدي«كانت حكمة هيلدا عظيمة للغاية، فلم يلجأ إليها أكثر الرجال شراسة فقط لطلب استشارتها، ولكن لجأ إليها أيضًا الملوك والأمراء».[36]
- القديسة بيرتيلا- المتوفية 700م. طلبت الملكة بالتيلد خدمات بيرتيلا للدير التي قد أسسته في شيلي. وأسس تلاميذ بيرتيلا أديرة أخرى في أوروبا الغربية بما في ذلك ساكسونيا.[37]
- القديسة ليوبا- المتوفية 782م. طلب القديس بونيفاس حضور ليوبا في بعثته إلى ألمانيا وأنثاء وجودها هناك، أسست ديرًا ومدرسة كان لهما تأثيرًا قويًا.

وذكرت القديسة الموقرة بيدي أن كثيرا ما كانت ترسل السيدات النبيلات إلى مدارس الفتيات حتى لو كن لا ينتوين استكمال المشوار الديني. وأشادت القديسة ألدهيلم بمناهج هذه المدرسة التي شملت النحو والشر والدراسة الدينية. وتشير سيرة القديسة هيرليندا وريليندا أيضًا إلى أن السيدات في مدراس الأديرة تمكنن من التدريب على الموسيقى وأشكال الفن.
وأثناء عهد الإمبراطور شارلمان، تعلمت زوجته وبناته الفنون الليبرالية في أكاديمية قصر آخن،  ولهذا السبب أشيد به في سيرة حياته التي كتبها إينهارد. وهناك أدلة على أن النبلاء علموا بناتهم في أكاديمية القصر أيضًا. وتمشيًا مع ذلك، أشار المؤلفون مثل فينست إلى أن بنات النبلاء تعلمن على نطاق واسع حتى يتمكن من الارتقاء إلى المناصب الاجتماعية التي تنتظرهم.

### بداية الفترة الحديثة والاتجاهات الإنسانية
وفي أوائل تايخ أوروبا الحديثة، أصبحت مسألة تعليم المرأة أمرًا مألوفًا، بمعنى أنها أصبحت محور المناقشات الأدبية. وتقريبًا في عام 1405، نشر كتاب ليوناردو دي بروني كتاب«الفنون والآداب»،  موجهًا إلى بابتيستا دي مونتيفيلترو، ابنة انطونيو دا مونتيفيلترو الاني، دوقة أوربينيو؛ وكان يشيد بدراسة اللاتينية، ولكنه حذر من دراسة الحساب والهندسة والفلك والخطابة. وفي مناقشة الباحث الكلاسيكي إيسوتا نوجارولا،  لاحظت ليزا جاردين أن«التثقيف» (في منتصف القرن ال 15) كان من أجل نساء النبلاء، ولم تكن الكفاءة موجودة بشكل إيجابي. وكانت كرستين دي ميزان في ليفر دي تراوي فيرتو معاصرة لكتب البروني، وأوضحت الأعمال التي يجب أن تكون المرأة قادرة على القيام بها.
وفي كتاب يوتوبيا 1856، دافع توماس مور عن حق المرأة في التعليم.
وكتب إيراسموس باستفاضة عن التعليم في كتابه" De Pueris Instituendis"، ولم يكن معظم الكتاب مهتمين بتعليم الإناث. وفي هذا العمل ذكر باستحسان الصعوبات التي واجهها توماس مور في تعليم عائلته بأسرها. وكانت كاترين" قد ولدت وتربت في واحدة من أكثر قاعات أوروبا استنارة، حيث كانت المساواة بين الرجل والمرأة أمرًا طبيعيًا. وبنفوذها، جعلت تعليم المرأة اللغة الإنجليزية شائعًا وعصريًا على حد سواء. وفي عام 1523، كتب اخوان لويس فيفيس، من أتباع إيراسموس باللاتينية " تكوين المرأة المسيحية،  وأنفقت على هذا العمل كاترين، التي كانت مسؤولة عن تعلم ابنتها لملكة إنجلترا ماري الأولى، وفي الترجمة كان الكتاب يعني تعليم المرأة المسيحية". وهو يتماشى مع الأدب التعليمي التقليدي، باهتماه بقوة بالاتجاه الديني. ووضع هذا الكتاب أيضًا تركيزًا قويًا على الأدب اللاتيني."
وتلقت إليزابيث الأولى تعليمًا إنسانيًا قويًا، وأثنى عليها معلمها روجر. وجعلت إليزابيث أنظمة التعليم مناسبة للقيادة، أكثر من ملائمتها لعموم النساء. وعندما نشرت يوهانس ستورم المراسلات اللاتينية مع روجر والتي تركزت على إنجازات إليزابث في الدراسة الإنسانية، وبعض الأشخاص رفيعي المستوى من الإنجليز، كان التركيز على هؤلاء الذين تناولوا الدراسات الكلاسيكية بدلا من الدراسات الجنسانية.
وكان ذهاب الإناث إلى المدارس نادر الحدوث؛ كان هناك افتراض بأن التعليم يجب أن يكون في المنزل. وكان كومينيوس مدافعًا عن التعليم النظامي للمرأة. وفي الواقع، كان تأكيد كومينيوس على نظام التعليم شامل لا يميز بين البشر؛ مع إمكانية تدخل الوالدين. ودافع في كتابه Pampaedia عن التعليم المدرسي للجميع بدلا من الدروس الخصوصية التي يتلاقاها البعض.

### الفترة الحديثة

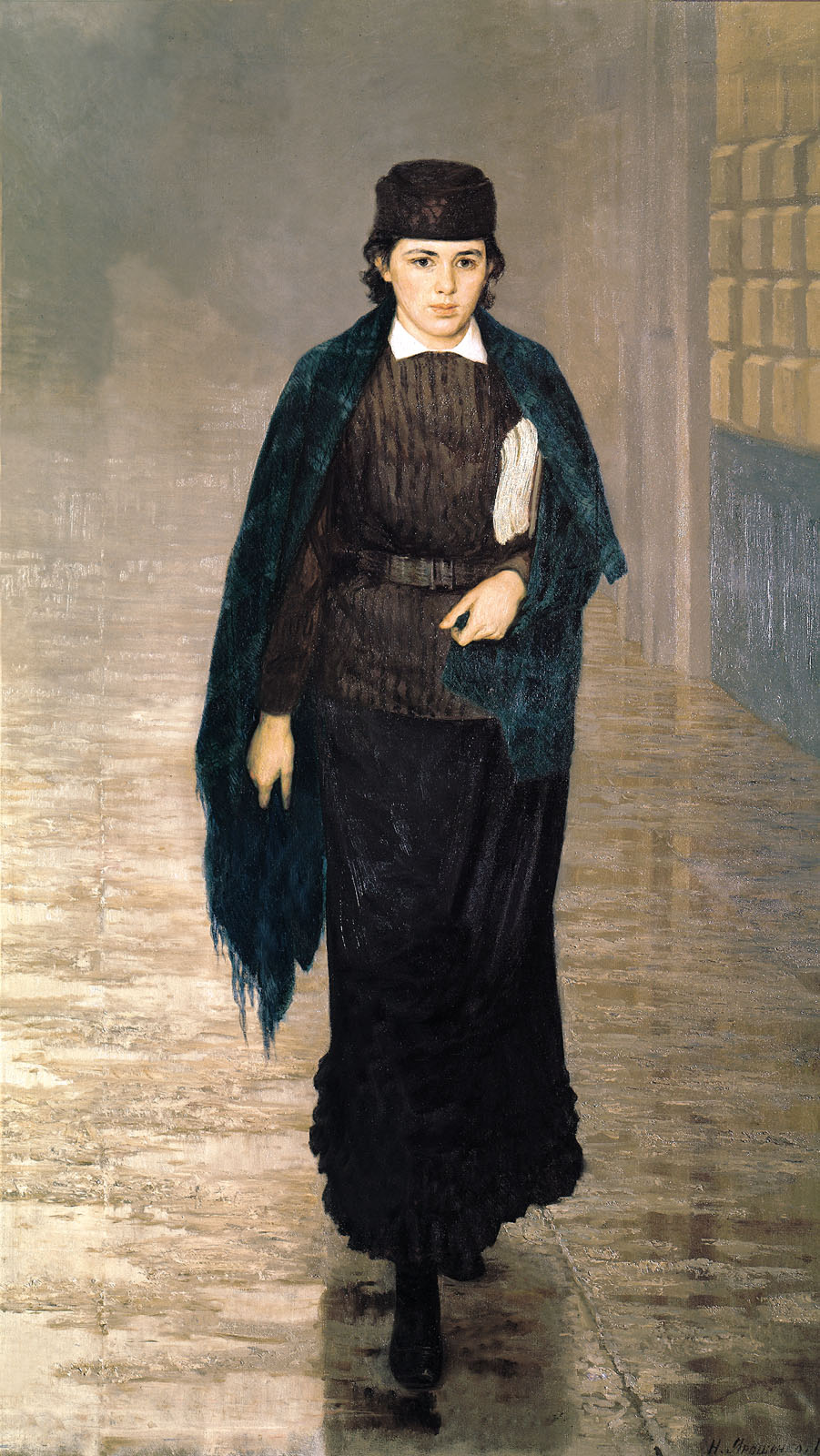
طالبة في دورات بستثزهف بمدينة سانت بطرسبرغ عام 1880

جرى التطرق لقضية تعليم المرأة عموما بوصفها قضية تحررية وعقلانية في عصر التنوير. وكتبت المؤلفة والفيلسوفة ماري وولستونكرافت حول هذا الشأن. وكان أول كتاب لها بعنوان «أفكار حول تعليم البنات»، قد نُشِر قبل سنوات من كتابها الشهير «دفاعا عن حقوق المرأة».
كانت لجنة التربية الوطنية التي تأسست عام 1777 في الكومنولث البولندي الليتواني أول وزارة للتعليم في التاريخ، وعُدت بمثابة هيئة مستقلة مركزية مسؤولة عن التدريب التربوي الوطني المشترك والعلماني. ونُظِمت ما يعرف بجامعة الطيران فيما كان يعرف آنذاك بأقليم روسيا ببولندا في أواخر القرن التاسع عشر، وذلك ردًا على نقص التدريب والتعليم العالي للنساء، حيث قام الأكاديميون والعلماء البولنديون بتدريس النساء سرًا. وكانت ماريا سلكودوفسكا كوري المشهورة باسم ماري كوري أشهر هؤلاء طالبات، وحازت كوري على جائزتي نوبل.
تحكمت المؤسسات الدينية بالتوجيه الذي سلكه التعليم إلى حد كبير. ولم تضع جميع المتعلمات فكرة الزواج والأمومة كهدف لهن؛ ومثال على ذلك سماح نظرية كويكر حول المرأة بالمساواة في تأسيس المذاهب في منتصف القرن السابع عشر. وأدى إلغاء عقوبة الإعدام على ويليام ألين وزوجته جريزيل هور إلى إنشائها أكاديمية نوينغاتون للبنات عام 1824، ودُريست فيها مجموعة واسعة من اللغات إلى العلوم بصورة غير عادية.
بدأ التقدم الفعلي من الناحية المؤسساتية للتعليم العلماني للمرأة في الغرب في القرن التاسع عشر، وذلك بتأسيس كليات تعليم مخصصة للفتيات، وظهرت هذه الكليات في منتصف القرن. وما زال مؤلف «الأميرة»: وهو عبارة عن مزيج من الشعر القصصي من تأليف ألفريد تنيسون، هجاءً لتعليم المرأة، موضوعً ميرًا للجدل في عام 1848، عندما افتتحت كلية كوين كوليدج في لندن لأول مرة. وقامت إميلي ديفيز بحملة لتعليم المرأة في ستينات القرن التاسع عشر. وأسست كلية جريتون في عام 1869، مثلما فعلت آن كلوف التي أسست كلية نيونهام في عام 1875. وكان التقدم تدريجيًا، وغالبا ما اعتمد على الجهود الفردية- على سبيل المثال، مجهودات فرانسيس ابتون، التي أدت إلى تأسيس مدرسة ذا ليدز جيرلز العليا في 1876. وسخر جيلبرت من قصيدة تينيون وعالج موضوعات تعليم المرأة العالي والنسوية بشكل عام بقصيدة The Princess في عام 1870، وقصيدة The Princess Ida عام 1883.
وعندما بدأن النساء في التخرج من مؤسسات التعليم العالي، تطورت بشكل متزايد التيارات الأكاديمية للتعليم، وتدريب المعلمات بأعداد كبير لتوفير التعليم الابتدائي. ومرت عدة أجيال حتى وصلت المرأة إلى مؤسسات الذكور.

### الإصلاح التعليمي

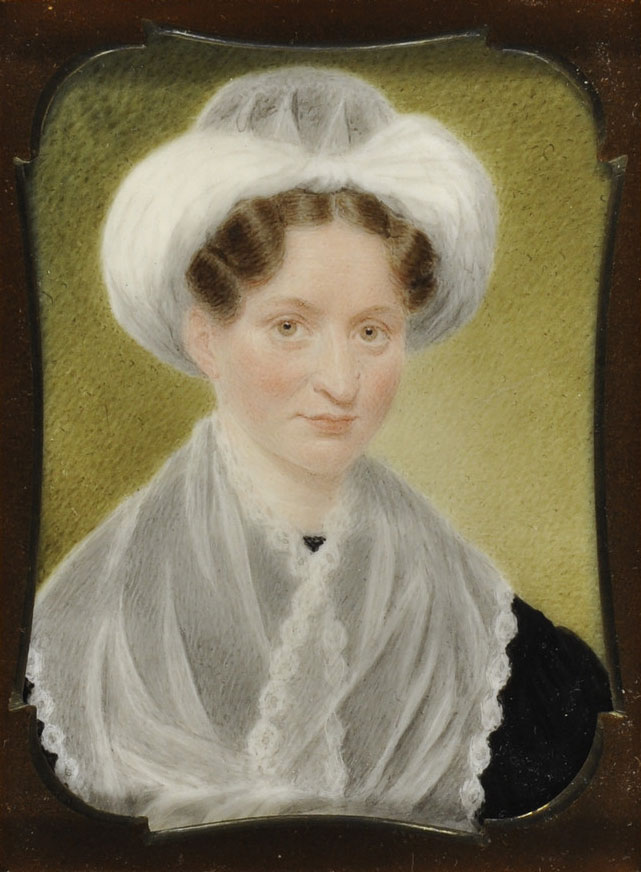
أنشأت ماري ليون (1797-1849) أول كلية للنساء في الولايات المتحدة

استمرت الموضوعات المتعلقة بحواجز التعليم والعمل في تشكيل العمود الفقري للفكر النسوي في القرن التاسع عشر، كما وصفتها هاربيت مارتينو في مقالها«صناعة النساء» عام 1859 في مجلة إيدينبرج. وعلى الرغم من أن التغيرات في الاقتصاد وفي وضع المرأة في المجتمع لم تتحسن بشكل كبير، وخلافًا لفوانسيس باور كوبي، لم تؤيد مارتينو الدعوة المستجدة بحق المرأة في التصويت لأسباب علمية. وبدأت جهود النساء مثل ديفيز ومجموعة لانجهام (بقيادة باربرا بوديثون) ببطء نسبي. وبدأت كلية كوينز (1848) وكلية بيدفور (1849) في لندن، في تقديم فرضًا لتعليم المرأة. وبحلول عام 1862، كانت ديفيز تؤسس لجنة لإقناع الجامعات بالسماح للمرأة بحضور اختبارات كامبريدج، التي تم تأسيسها مؤخرا بنجاح جزئي (1865)؟ وبعد ذلك بعام، نشرت كتاب التعليم العالي للمرأة. وأسست مع بوديشون أول مؤسسة للتعليم العالي للنساء، والتحقت بها 5 طالبات، وأصبحت هذه المؤسسة كلية جريتون، بجامعة كامبردج 1973، وتليها قاعة ليدي مارجريت في جامعة أكسفورد 1879. وقد بدأت بمنح الشهادات في العام السابق. وعلى الرغم من هذه التطورات القابلة للقياس، تمكن عدد قليل من الاستفادة نها، وكانت حياة الطالبات من النساء صعبة للغاية.
وكجزء من الحوار المستمر بين النسويات البريطانية والأميريكية، حاضرت إليزابيث بلاكويل، وهي أول امرأة في الولايات المتحدة تتخرج في الطب (1849)، بمساعدة لانجهام. وساندت محاولات إليزابيث غاريت لمهاجمة التعليم الطبي البريطاني. وحصلت غاريت في نهاية المطاف على شهادتها في فرنسا. وتعتبر حملة غاريت الناجحة في الترشح لمنصب مجلس إدارة كلية لندن عام 870، مثالًا آخرًا يوضح كيف تمكنت مجموعة صغيرة من النساء الحازمات من الوصول إلى مناصب السلطة على مستوى الحكومة المحلية والهيئات العامة.

## أفريقيا
قدم المبشرون المسيحيون في القرن التاسع عشر، أساليب تربوية حديثة، ولكنها كانت تركز على الصبية دون البنات. وبعد التجارب الأولية، استقر هؤلاء المبشرون على فكرة تعزيز أيديولوجية الأمومة المنقولة من خلال تعليم الفتيات. وقرر المستبشرون الاسكتلنديون في جنوب أفريقيا بعد عام 1820، أن التعليم الأساسي تنحصر ضرورته فقط من أجل إعداد المرأة الأم لنشر وتعليم المسيحية داخل المنزل. ومنعوا المعلمات من العمل في إقليم البعثة الاسكتلندية. وأخروا إنشاء قسمًا للفتيات في مؤسسة لوفديل. وأخيرًا وصلت القيادة الجديدة التي كان لديها رؤية أوسع للنهوض بالمرأة الأم حتى يتمكنوا من تعزيز المسيحية والمدونات الغربية بين الجنسين.
وجلب المسلمون الذين قَدِموا من الهند إلى بلدان شرق أفريقيا خلال أواخر القرن التاسع عشر، جنبًا إلى جنب سياسة تقييدية للغاية ضد التحاق الفتيات بالمدارس المخصصة لهن.

## الهند

### عصر الفيدية القديم (1000 قبل الميلاد)
ترجع جذور تاريخ تعليم الإناث في الهند إلى عصر الفيدية القديم.
وخلال العصر الفيدي، قبل أكثر من 3000 سنة، كانت المرأة تحتل مكانة عالية في المجتمع. وتقاسمت الشعبية على قدم من المساواة مع الرجل، وتمتعت بنوع من الحرية التي كانت لها في الواقع عقوبات مجتمعية. وكان المفهوم الهندوسي القديم«شاكتي» المبدأ الأنثوي للطاقة، نتاجًا لهذا العصر. واتخذ هذا شكل عبادة الأصنام أو الآلهة من الإناث. وفي الهند، وحتى يومنا هذا، يعبد الناس الإلهة«ساراسواتي» باعتبارها إلهة التعليم. ومدح الأدب الفيدي البنت الباحثة في هذه الكلمات:«ينبغي أن تنشأ الفتاة وتتعلم بمجهود ورعاية كبيرة».(ماهانيرفانا تانترا)؛ «فكل أشكال المعرفة هي وجوه لك؛ وفي جميع أنحاء العالم تجسد النساء أنواع المعرفة». (ديفي ماهتيما). وكانت تخضع المرأة التي ترغب في التعليم، للحفل المقدس (حفل مقدس لمتابعة الدراسة الفيدية) وكان ومازال هذا الحفل يهتم اهتمامًا كبيرًا بالذكور.
وتؤكد الإشارة إلى باحثات وعالمات العصر الفيدي مثل فا، أمبهارمي، روماسا، جارجي، وخونا وجهة النظر هذه. وكانت هؤلاء النساء يتمتعن بذكاء عالي وعلم وفير. وكان يطلق على النساء اللاتي يخترن الدراسات الفيدية" brahmavadini"، واللاتي يتركن التعليم من أجل الحياة الزوجية" sadyovadhus".
ويبدو أن التعليم المختلط كان موجودًا في هذه الفترة، وحظى كلا الجنسين على اهتمام مماثل من المعلمين. علاوة على ذلك، تلقت السيدات من طبقة كشتريا دروات فنون الدفاع عن النفس والتدريب على استخدام الأسلحة. كانت نساء الفترة الفيدية (حوالي 1500-1200) يساعدن شركاءهن الذكور على حد سواء. وعندما يتعلق الأمر بالحديث عن الشخصيات النسائية البارزة في هذه الفترة، تتبادر إلى الأذهان أربعة أسماء، غوشال، لوبامودرا، سولباها، وجارجي.

### الهند في ظل الحكم البريطاني
وعٌرف عمل المرأة وتعليمها عام 1854، من خلال برنامج شركة الهند الشرقية؛ وود ديسباتش. وبعد ذلك، وببطء، كان هناك تقدمًا في تعليم الإناث، ولكنه اعتزم في البداية التركيز على المدارس الابتدائية وكان متعلقًا بالأفراد الأكثر ثراءً في المجتمع. وارتفع المعدل الإجمالي بإلمام النساء بالقراءة والكتابة من 2.% في عام 1882 إلى 6% في عام 1947.
أصبحت جامعة كلكتا عام 1878 واحدة من أولى الجامعات التي اعترفت بالخريجات الإناث في بيان شهاداتها، قبل أن تقوم أي جامعة أخرى بفعل ذلك. وأثيرت هذه النقطة خلال موضوع نقاش مشروع قانون نيل عام 1883، عندما كان يٌنظر ما إذا كان ينبغي إعطاء القضاة الهنود الحق في الحكم على المخالفين البريطانين أم لا. وكان دور المرأة بارزًا في هذه المناقشة، حيث احتجت النساء البريطانيات وعارضن مشروع القانون بزعم أن النساء البنغاليات يُعتبرن «جاهلات» ويقوم أزواجهم بإهمالهم إهمالًا شديدًا. وبذلك، لا ينبغي أن يكون للرجال الهنود الحق في الحكم في القضايا المتعلقة بالنساء. وردت النساء البنغاليات اللاتي أيدن مشروع القانون بأنهن على مستوى تعليمي أعلى من النساء البريطانيات اللاتي عارضن، وأشرن إلى أن الكثير من النساء الهنديات حصلن على درجات علمية أكثر من تلك التي حصلت عليها البريطانيا في ذلك الوقت.

### الهند المستقلة

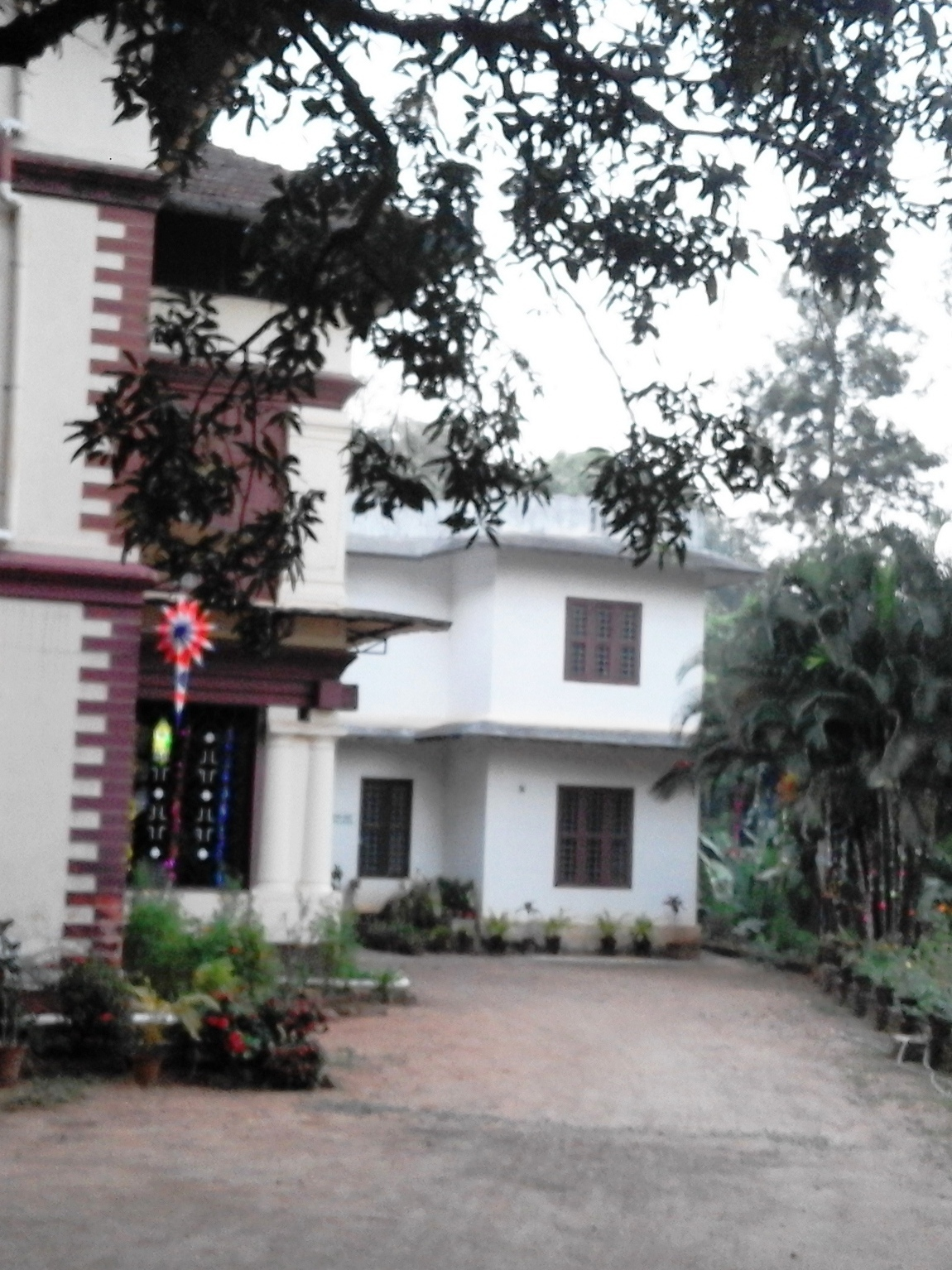
كلية للبنات في بالاكاد، الهند.

وبعد أن تمكنت الهند من تحقيق استقلالها عام 1947، تم إنشاء لجنة التعليم الجامعي لتقديم مقترحات لتحسين نوعية التعليم. ومع ذلك، كانت تقارير اللجنة ضد تعليم الإناث، مشيرة إلى أن" تعليم المرأة الحالي غير ذات صلة تمامًا بالحياة التي تعيشها. وليس فقط مضيعة للوقت ولكنه أيضًا إعاقة مؤكدة." ومع ذلك فإن حقيقة معدل إلمام الإناث بالقراءة والكتابة كان 8.9% بعد الاستقلال ولا يمكن تجاهل ذلك. ولذا، في عام 1958، شكلت الحكومة لجنة وطنية لتعليم المرأة، وتم قبول معظم مقترحات اللجنة. وكان جوهر هذه المقترحات توفير فرص تعليم الإناث بشكل متساو مع تلك المتاحة للذكور.
وبعد ذلك بوقت قصير، تم إنشاء اللجان التي تحدثت عن المساواة بين الرجل والمرأة في مجال التعليم. على سبيل المثال، أوصت لجنة بالتفريق بين المناهج التي تٌدرس للبنين عن تلك التي تٌدرس للبنات. وفي عام 1959، أوصت بالمساواة وتدريس مناهج مشتركة في مختلف مراحل التعليم. وبٌذلت جهود إضافية لتوسيع نظام التعليم، وأنشئت لجنة التعليم في عام 1964، والتي تحدثت بشكل كبير عن تعليم الإناث، وأوصت بتطوير الحكومة للسياسة الوطنية. وحدث هذا في عام 1968، وزادت هذه السياسة التركيز على تعليم الإناث.

### السياسات الحالية
قبل الاستقلال وبعده، أخذت الهند خطوات فعالة تجاه وضع المرأة وتعليمها.
وقد كان القانون 86 في التعديل الدستوري لعام 2002، خطوة نحو زيادة انتشار التعليم، وخاصة بين الإناث. ووفقًا لهذا القانون، أصبح التعليم الابتدائي حقًا أساسيًا للأطفال الذين تتراوح أعمارهم بين 6، 14 عامًا. وتعهدت الحكومة بتوفير التعليم المجاني وجعله إلزاميًا لمن هم في هذه الفئة العمرية. ويعرف هذا التعهد على نطاق واسع باسم سارفا شيكشا البهين (SSA). ومنذ ذلك الحين، أتى تعهد SSA بالعديد من المخططات الشاملة والحصرية لزيادة التعليم في الهند ككل، بما في ذلك خطط للمساعدة في تعزيز زيادة نسبة التعليم بين الإناث.
وجاءت المخططات الرئيسة على النحو التالي:
- برنامج ماهيلا ساماخيا. تم إطلاق هذا البرنامج في عام 1988 نتيجة لسياسة التعليم الجديدة لعام 1968. تم إعداده لتمكين النساء في المناطق الريفية وخاصة الجماعات المهمشة اجتماعيا واقتصاديا من التعليم. وعندما شكل قانون تعهد SSA، تم تأسيس لجنة للنظر في هذا البرنامج في بداية الأمر، وفي كيفية علمه والتغيرات الجديدة التي يمكن إدخالها.[64]
- برنامج كاستوريا غاندي باليكا (KGBV): أطلق هذا البرنامج في يوليو 2004، لتوفير تعليم الفتيات في المرحلة الابتدائية. وهو في المقام الأول مخصص للمناطق المحرومة والريفية حيث ينخفض مستوى إلمام الإناث بالقراءة والكتابة. وكانت للمدراس التي أسست نظام حجر 100%؛ حيث تم تخصيص 75% للفئات المختلفة، و25% للإناث (تحت خط الفقر).
- البرنامج الوطني لتعليم البنات في المرحلة الابتدائية (NPEGEL): أطلق هذا البرنامج في يوليو 2003. وكان هدفه الوصول الفتيات اللاتي لو يتكمن فانون ال SSA من الوصول إليهم من خلال البرامج الأخرى. وكان للقائمين على تطبيق القانون «جهودًا مضنية في الوصول إلى الفتيات وتعليمهن». وغطى البرنامج 24 ولاية في الهند. ومن خلال البرنامج تم إنشاء«مدارس نموذجية» لتوفير فرص تعليم أفضل للفتيات.[65]

وحقق هذا البرنامج نجاحًا ملحوظًا عام 2013، عندما احتلت طالبتان مرتبتين من بين أفضل 10 مراتب في امتحان القبول بالمعهد الهندي التكنولوجي، حيث حصلت مادري على المرتبة الثامنة، وحصلت أديتي لاداها على المرتبة السادسة.

### رفع مستوى الوعي
وقد تطور التطبيق الكندي لفك شفرة اللعبة العالمية Get water، وهي لعبة تهدف إلى تغيير المجتمع، وتركز على ندرة المياه في الهند وتأثير ذلك على تعليم الفتيات، وخاصة في الأحياء الفقيرة والمناطق الريفية. وفي المناطق التي يصعب وصول المياه إليها، غالبًا ما يتم سحب الفتيات من المدارس لجلب المياه إلى أسرهم.

### التقاليد الكاثوليكية
ظهر القلق إزاء مسألة تعليم الإناث في التقاليد الرومانية الكاثوليكية منذ أيام مدرسة الإسكندرية المسيحية التي كانت بها دورات لكل من الرجال والنساء في عام 200م. وترك كتاب الكنيسة في وقت لاحق مثل القديس أمبروسيوس، والقديس أوغسطين، والديس جيروم خطابات تعليمية للنساء في الأديرة التي أسسوها أو دعموها. وتأسست في العصور الوسطى العديد من المعاهد الدينية وتناولت الوزارات موضوع تعليم المرأة. ولأمثلة عن أديرة ومدارس العصور الوسطى، التي كانت أحد أشكال هذه المؤسسات التعليمية، انظر الأمثلة في هذا القسم عن فترة العصور الوسطي. ولم تقتصر مداس الأديرة المعاصرة على التلاميذ الكاثوليكيين؛ فمن الممكن أن يكون طلاب الأديرة المعاصرة من الذكور (ولا سيما في الهند).

### الأدب التاريخي
- Anna Julia Cooper (1892), The Higher Education of Women
- أليس زيمرن (1898), Renaissance of Girls' Education in England
- Thomas Woody (1929), A History of Women's Education in the United States, 2 vols.

## وصلات خارجية
- «الموسوعة الأدبية»، تعليم النساء (1650-1750) (بالإنجليزية)
- «تعليم الفتيات: سويفت والليدي ماري ورتلي مونتاغو وآخريات» (بالإنجليزية)
- مقالة حول تعليم النساء في بولندا (بالإنجليزية)
- أرشيف التدبير المنزلي: التقاليد والأبحاث والتاريخ (HEARTH) 
مجموعة كتب إلكترونية لأكثر من 1,000 كتاب حول تدبير منزلي للفترة من 1850 حتى 1950، مشروع من عمل مكتبة مان التابعة لجامعة كورنيل.
- الرابطة الأمريكية للنساء الجامعيات نسخة محفوظة 19 أغسطس 2017 على موقع واي باك مشين. (بالإنجليزية)
- مقالة لجين سبيرلينغ حول تعليم الفتيات(بالإنجليزية)